# Stefan Hörger
Stefan Hörger (ur. 9 listopada 1961 w Heidenheim an der Brenz) – niemiecki szpadzista reprezentujący RFN, srebrny medalista mistrzostw świata.
Na mistrzostwach świata juniorów w 1981 roku zdobył brązowy medal w turnieju indywidualnym.
Podczas mistrzostw świata w Denver w 1989 roku reprezentanci RFN w składzie: Elmar Borrmann, Robert Felisiak, Stefan Hörger, Thomas Gerull i Günter Jauch zdobyli srebrny medal w turnieju drużynowym. Był to jedyny medal wywalczony przez Hörgera w zawodach tego cyklu.
Nigdy nie wziął udziału w igrzyskach olimpijskich.